# Mistrovství světa juniorů v hokejbalu
Mistrovství světa juniorů v hokejbalu pořádá Mezinárodní hokejbalová federace (ISBHF) pro hráče do 20 let. První ročník se konal v roce 2000 v Kralupech nad Vltavou.
Nejvíce vítězství má Kanada (čtyři v letech: 2000, 2008, 2010 a 2012, 2023). Největšími favority jsou reprezentace z Kanady, Česka, Slovenska a USA, které už mají jeden titul, tuto čtyřku v historii juniorů v hokejbalu žádný tým nepřekonal. Mistrovství světa juniorů se konají stejně jako seniorský šampionát jednou za dva roky, ale vždy v jiném roce. Juniorského šampionátu se navíc zúčastnily země, které nebyly ani v seniorském, např. Bosna a Hercegovina a Polsko.

## Přehled turnajů

### Medailová umístění
|       | Rok  | Místo                                    | zlato     | stříbro   | bronz     |
| ----- | ---- | ---------------------------------------- | --------- | --------- | --------- |
| I.    | 2000 | Kralupy nad Vltavou (Česko)              | Kanada    | Česko     | Slovensko |
| II.   | 2002 | Champéry (Švýcarsko)                     | Česko     | Slovensko | Kanada    |
| III.  | 2004 | Martin (Slovensko)                       | Slovensko | Česko     | Kanada    |
| IV.   | 2006 | Aosta (Itálie)                           | USA       | Slovensko | Česko     |
| V.    | 2008 | St.John's (Kanada)                       | Kanada    | Slovensko | USA       |
| VI.   | 2010 | Villach (Rakousko)                       | Kanada    | Česko     | Slovensko |
| VII.  | 2012 | Písek (Česko)                            | Kanada    | Česko     | USA       |
| VIII. | 2014 | Bratislava (Slovensko)                   | Slovensko | Česko     | USA       |
| IX.   | 2016 | Sheffield (Velká Británie)               | Slovensko | Kanada    | Česko     |
| X.    | 2018 | St.John's (Kanada)                       | Česko     | Kanada    | Slovensko |
| XI.   | 2021 | Neuskutečněno z důvodu pandemie Covid-19 | -         | -         | -         |
| XII.  | 2023 | Liberec (Česko)                          | Kanada    | Slovensko | Česko     |

| Medailové pořadí | Medailové pořadí | Medailové pořadí | Medailové pořadí | Medailové pořadí | Medailové pořadí |
| Poř.             | Země             | Zlatá medaile    | Stříbrná medaile | Bronzová medaile | Celkem           |
| ---------------- | ---------------- | ---------------- | ---------------- | ---------------- | ---------------- |
| 1                | Kanada           | 5                | 2                | 2                | 8                |
| 2                | Slovensko        | 3                | 4                | 3                | 9                |
| 3                | Česko            | 2                | 5                | 3                | 9                |
| 4                | USA              | 1                | 0                | 3                | 4                |

### Účast jednotlivých zemí
| V letech 2000 - 2018 | V letech 2000 - 2018 | V letech 2000 - 2018 | V letech 2000 - 2018 | V letech 2000 - 2018 | V letech 2000 - 2018 | V letech 2000 - 2018 | V letech 2000 - 2018 | V letech 2000 - 2018 | V letech 2000 - 2018 | V letech 2000 - 2018 |
| Země                 | 00                   | 02                   | 04                   | 06                   | 08                   | 10                   | 12                   | 14                   | 16                   | 18                   |
| -------------------- | -------------------- | -------------------- | -------------------- | -------------------- | -------------------- | -------------------- | -------------------- | -------------------- | -------------------- | -------------------- |
| Bosna a Hercegovina  | –                    | –                    | –                    | –                    | 8                    | –                    | –                    | –                    | –                    | –                    |
| Česko                | 2                    | 1                    | 2                    | 3                    | 4                    | 2                    | 2                    | 2                    | 3                    | 1                    |
| Indie                | –                    | –                    | 6                    | –                    | –                    | –                    | –                    | –                    | –                    | –                    |
| Itálie               | 8                    | 7                    | 5                    | 5                    | 6                    | –                    | –                    | –                    | –                    | –                    |
| Kanada               | 1                    | 3                    | 3                    | 4                    | 1                    | 1                    | 1                    | 4                    | 2                    | 2                    |
| Lotyšsko             | 7                    | –                    | –                    | –                    | –                    | –                    | –                    | –                    | –                    | –                    |
| Německo              | 5                    | 6                    | 8                    | 7                    | –                    | 6                    | 5                    | –                    | –                    | –                    |
| Pákistán             | –                    | –                    | –                    | –                    | 7                    | –                    | –                    | –                    | –                    | –                    |
| Polsko               | –                    | –                    | –                    | –                    | –                    | –                    | –                    | 7                    | –                    | –                    |
| Rakousko             | –                    | –                    | –                    | –                    | –                    | 5                    | –                    | 6                    | –                    | –                    |
| Slovensko            | 3                    | 2                    | 1                    | 2                    | 2                    | 3                    | 4                    | 1                    | 1                    | 3                    |
| Švýcarsko            | 6                    | 5                    | 7                    | 6                    | 5                    | –                    | 6                    | 5                    | 5                    | –                    |
| USA                  | 4                    | 4                    | 4                    | 1                    | 3                    | 4                    | 3                    | 3                    | 4                    | 4                    |
| Velká Británie       | –                    | –                    | –                    | –                    | –                    | –                    | 7                    | 8                    | 6                    | 5                    |
|                      |                      |                      |                      |                      |                      |                      |                      |                      |                      |                      |
| Počet účastníků      | 8                    | 7                    | 8                    | 7                    | 8                    | 6                    | 7                    | 8                    | 6                    | 5                    |